# Asan Bideun
Asan Bideun is een bestuurslaag in het regentschap Bireuen van de provincie Atjeh, Indonesië. Asan Bideun telt 411 inwoners (volkstelling 2010).